# إدفين ايفانوف
إدفين ايفانوف هو عداء سريع روسي، ولد في 25 يوليو 1970.

## وصلات خارجية
- إدفين ايفانوف على موقع الاتحاد الدولي لألعاب القوى (الإنجليزية)
- إدفين ايفانوف على موقع اللجنة الأولمبية الدولية (الإنجليزية)
- إدفين ايفانوف على موقع أوليمبيديا (الإنجليزية)